# Toscha Seidel
Toscha Seidel (* 17. November 1899 in Odessa, vormals Russland, heute Ukraine; † 15. November 1962 in Los Angeles, USA) war ein russischer Violinist. 

## Leben und Wirken
Toscha Seidel, der jüdischer Herkunft war, stammte aus Odessa, das zu seiner Geburt zum russischen Zarenreich gehörte. Er ging zur Musikausbildung nach St. Petersburg, wo er bei Leopold Auer Schüler war und Nathan Milstein sein Mitschüler. 
Sein erstes Konzert im Ausland hatte er 1915 in Oslo, wohin er 1916 zurückkehrte und auch vor dem norwegischen König spielten konnte. Erstmals kam er 1918 in die USA, wo er sein dortiges Debüt in der Carnegie Hall gab. Anfang der 1920er kam er in die USA, um dort zu leben und nahm 1924 die US-Staatsangehörigkeit an. Tourneen in den 1920er Jahren führten ihn durch die USA, nach Europa und Australien. 1929 heiratete er und zog nach New York. Er erhielt bei CBS die regelmäßige Radiosendung Toscha Seidel Programme und wurde Musikdirektor des Senders.
In den dreißiger Jahren folgte sein Ruf nach Hollywood, wo er für acht Filme bei Musikstücken den Geigenbeitrag lieferte. Er blieb im Vor- oder Nachspann aber jeweils ungenannt.
Von ihm eingespielte Aufnahmen mit Stücken von Komponisten wie Brahms, Sarasate, Massenet, Mozart, Dvořák, Wagner, Schubert, Kreisler, Schumann, Korngold, Johann Sebastian Bach und Grieg sind erhalten. 
Nach dem Zweiten Weltkrieg wurde er Musikdozent am Musikkonservatorium von Los Angeles. Dort starb er am 15. November 1962.
2022 geriet Toscha Seidel, der fast vergessen war, wieder in den Blickpunkt der Weltöffentlichkeit, als seine ehemalige Geige, die Stradivari „da Vinci“, für rund 15 Millionen Dollar verkauft wurde. Es war der bis dahin zweithöchste Preis einer Geige.

## Trivia
Der Musikpädagoge Carl Flesch hatte sich schon früh zu Seidels Talent geäußert. In dem Film Melody for Three (1941) spielte er eine Nebenrolle. 1934 war er der Geigenlehrer von Albert Einstein. Er war mit Jascha Heifetz eng befreundet. Auch bestand eine enge Freundschaft zu Charlie Chaplin, mit dem er in seiner Villa Geige spielte.

## Filmographie (als Violinist)
- Der große Walzer, 1938.
- Der Zauberer von Oz, 1939.
- Intermezzo, 1939.
- Das verlorene Wochenende, 1945.
- Rauhe Ernte, 1947.
- Entgleist 1950.
- Donner in Fern-Ost, 1953.
- In 80 Tagen um die Welt, 1956.